# Jive Records
Jive Records is een Amerikaans platenlabel dat zich specialiseert in het produceren van popmuziek en hiphopmuziek. Het is een sub-label van de Zomba Music Group, en is opgericht in Engeland in 1975.
In 2003 werden So So Def, Jive Records en LaFace Records overgenomen door de Zomba Music Group, die deel uitmaakt van Sony Music Entertainment.

## Artiesten
| - Aaliyah - Alex Williams - Backstreet Boys - Britney Spears - Comsat Angels - Chris Brown - David Archuleta - Deepside - Dirtbag - Dirtie Blonde - Donell Jones - Easyworld - (hed)PE - Hi-Five - DJ Jazzy Jeff & The Fresh Prince - JC Chasez - J-Kwon - Jive Jones | - Jonathan Butler - Justin Timberlake - Kaliphz - Kid Rock - Kelis - Living Things - MOS - Melissa Lefton - Mystikal - Nick Cannon - Nick Lachey - Noah - No Secrets - *NSYNC - Petey Pablo - R. Kelly | - Rasheeda - Romeo's Daughter - Insane Clown Posse - Schoolly D - Steps - Syleena Johnson - T Pain - The Pack - Three Days Grace - Too $hort - UGK - Usher - Whodini - Youngbloodz - Romiero |

## Trivia
- De Backstreet Boys zijn de best verkopende band met meer dan 87 miljoen verkochte albums.
- Britney Spears is de best verkopende solo-artiest met meer dan 126 miljoen verkochte albums.